# Colletes eupogonites
Colletes eupogonites är en biart som beskrevs av Jesus Santiago Moure 1949. Colletes eupogonites ingår i släktet sidenbin, och familjen korttungebin. Inga underarter finns listade i Catalogue of Life.